# Sylviane Levesque-Marguin
Sylviane Levesque née le 6 avril 1953 à Saint-Aubin-Routot, est une marathonienne française.

## Carrière
Elle remporte le marathon de Paris en 1984. Elle est 18e du marathon des Championnats d'Europe d'athlétisme 1986 à Stuttgart, cinquième du marathon des Jeux de la Francophonie 1989 à Casablanca et 8e du marathon des Championnats d'Europe d'athlétisme 1990 à Split. Elle remporte la médaille de bronze du marathon des Jeux méditerranéens de 1993 à Narbonne.
Au niveau national, elle est sacrée championne de France de marathon en 1983 et en 1985.